# Brudpiga RK

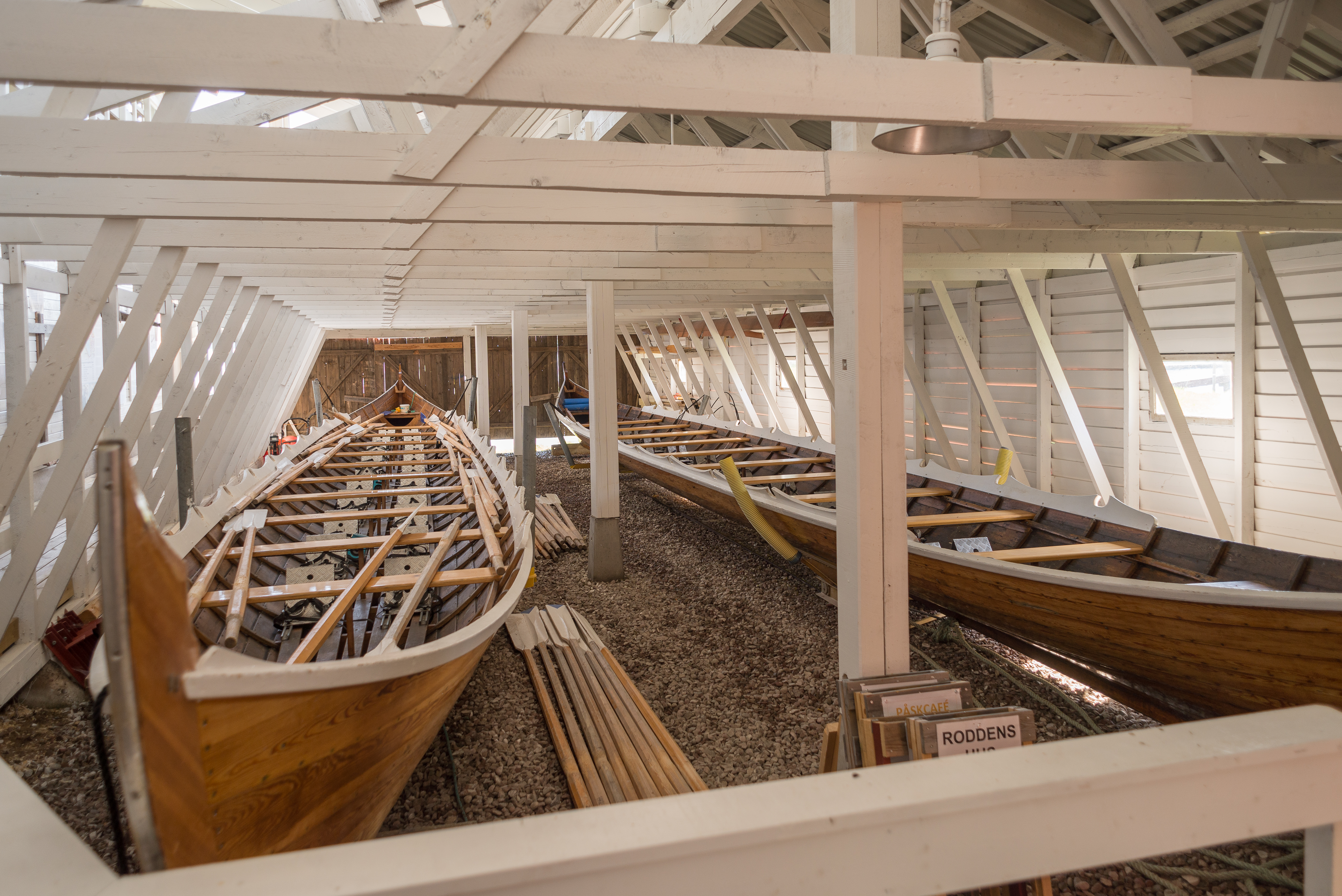
Kyrkbåtar i föreningens klubbhus.

Brudpiga RK är en sportklubb i Leksands kommun med båthus i Västanvik vid sjön Siljan.
Klubben grundades 1971 som en förening främst inriktad på kyrkbåtsrodd. Inriktningen har efter hand breddats till att innefatta tävlingsrodd i "smalbåt" samt med skid- och cykelsektioner. Bland klubbens medlemmar märks Lassi Karonen som vunnit rodd-SM i singelsculler och dubbelsculler vid ett flertal tillfällen. Andra kända roddare i klubben är Per "Pliggen" Andersson, Patrik Lindberg, Jorma Möttönen och Mattias Rapp.